# Kurowice (województwo łódzkie)

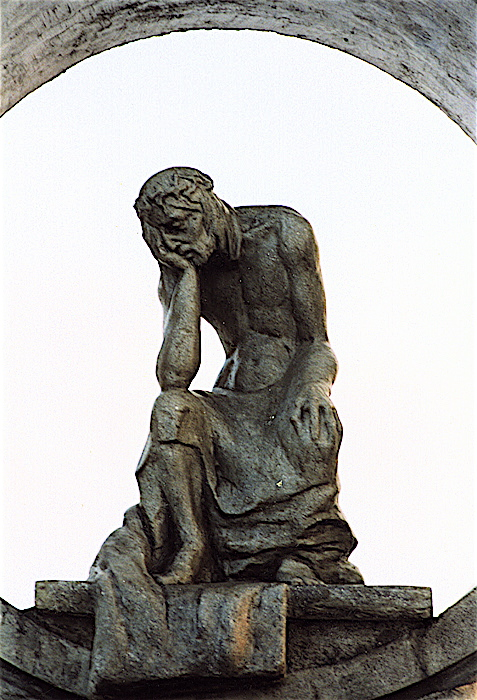
Chrystus Frasobliwy – kapliczka przydrożna, Kurowice, 1997

Kurowice – wieś w Polsce położona w województwie łódzkim, w powiecie łódzkim wschodnim, w gminie Brójce. Wschodnia granica wsi biegnie wzdłuż rzeki Miazgi.
W latach 1954–1972 wieś należała i była siedzibą władz gromady Kurowice. W latach 1975–1998 miejscowość administracyjnie należała do ówczesnego województwa łódzkiego.
Z Kurowicami sąsiadują następujące miejscowości: Karpin, Kotliny, Wardzyn, Bukowiec, Dalków, Brójce.
Wieś ma charakter wielodrożnicy i podzielona jest na następujące części:
- Kurowice Bankowe – północna część wsi
- Kurowice Rządowe – zachodnia część wsi
- Kurowice Folwark – południowo-zachodnia część wsi, ul. Folwarczna
- Janki (Juny) – północna część wsi
- Kurowice Kościelne – (ul. Ogrodowa i wzdłuż ul. Kościelnej) stanowią osobne sołectwo.

Na terenie Kurowic znajduje się zbudowany na początku XX wieku kościół parafialny Najświętszego Serca Jezusowego.
Od 1863 roku na terenie wsi funkcjonuje szkoła podstawowa, która 8 maja 2007 roku otrzymała imię Szkoły Podstawowej im. Orła Białego w Kurowicach. W latach 1999–2019 funkcjonowało Gimnazjum im. Świętej Jadwigi Królowej Polski.
We wsi znajduje się 5 pomników przyrody: klon pospolity o obwodzie pnia 280 cm oraz 4 lipy drobnolistne o obwodach pni: 317, 320, 418 i 513 cm.

## Historia
Wieś pod nazwą "Corouiczi" wzmiankowana po raz pierwszy w 1346 roku. 11 maja 1635 roku erygowano parafię w Kurowicach (do tego czasu należały do parafii w Czarnocinie). Pierwszy kościół zbudowano tu w 1621 roku, kolejny w latach 1730–1733. Obecnie istniejący zbudowany został w latach 1902–1913.

## Zabytki
Według rejestru zabytków Narodowego Instytutu Dziedzictwa na listę zabytków wpisany jest obiekt:
- Neogotycki kościół parafialny pod wezwaniem Najświętszego Serca Jezusowego (nr rej.: A/280 z 26.09.1981), budowany w latach: 1902–1913, według projektu Feliksa Nowickiego, trzynawowy z wieżą i sygnaturką. Konsekrowany 21 stycznia 1913 r. przez biskupa włocławskiego Stanisława Zdzitowieckiego. Poważnie uszkodzony w czasie I wojny światowej, odbudowany w latach 1918–1920 z przekształceniem partii fasady według projektu architekta Stefana Szyllera. Odnowiony w latach 1997–1998. Ogrzewany.
- Cmentarz o powierzchni 1,6 ha, oddalony o 50 m od kościoła.
- Rzeźba Chrystus Frasobliwy – kapliczka przydrożna autorstwa rzeźbiarza Wojciecha Gryniewicza.